# Réserve naturelle nationale de l'île du Girard
La réserve naturelle nationale de l'île du Girard (RNN61) est une réserve naturelle nationale située dans le département du Jura. Créée en 1982, elle s'étend sur 136 ha et protège une île du Doubs et ses milieux naturels fluviaux.

## Localisation

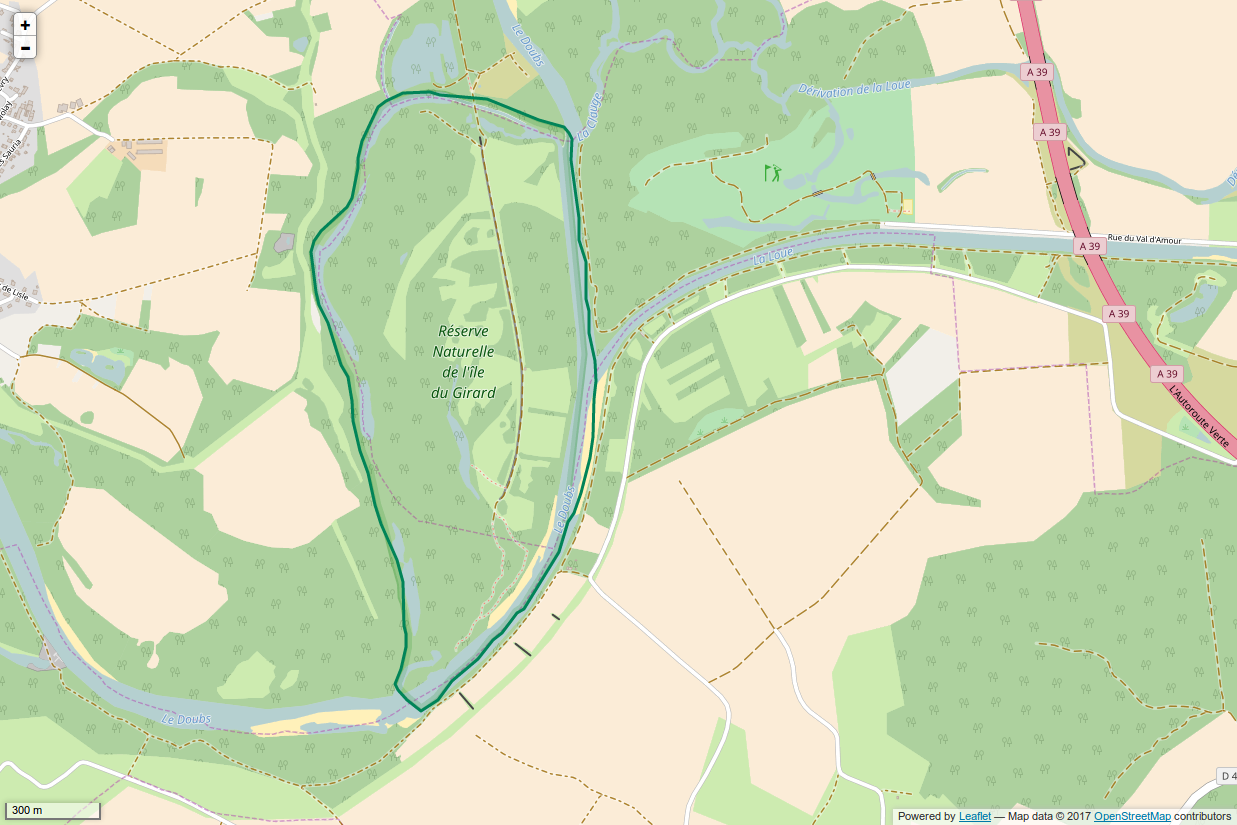
Périmètre de la réserve naturelle.

La réserve se situe sur quatre communes du Jura : Gevry pour l'entrée de la réserve, Molay, Parcey et Rahon,. Le territoire couvre 135,37 hectares.
Les limites de la réserve naturelle sont définies par les limites de débordement du Doubs et du Vieux Doubs. Elles correspondent aux hauts de berge de la rive gauche du Doubs et de la rive droite du Vieux Doubs.

## Histoire du site et de la réserve
La réserve naturelle de l'Île du Girard (RNIG) a été créée à l’issue d’un long parcours administratif de près de quinze années, parsemé d’embûches diverses, ralenti, voire gelé à de nombreuses reprises. L’idée puis le projet ont été portés par M. Bailly de la DDA, puis longuement par Jean-Marie Goudot et Jacques Terraz. C’est l’intérêt et la richesse biologique du site reconnu par tous mais aussi l'abnégation et la force de persuasion de scientifiques locaux qui ont finalement permis à cette patiente quête de déboucher sur la création légitime d’une réserve naturelle nationale en 1982.

## Écologie (biodiversité, intérêt écopaysager…)
D’une superficie de 140 hectares environ dont 95 ha cadastrés, cette vaste zone humide fait partie de la Basse Vallée du Doubs en région Franche-Comté dans le département du Jura (39). Elle est située en rive droite du Doubs à la confluence avec la Loue et la Clauge, soit plus de 430 km après que le Doubs prenne sa source à Mouthe et 40 km avant qu’il ne rejoigne la Saône en Bourgogne. Le massif forestier de Chaux et ses 22 000 ha, dont 13000 ha en forêt domaniale, sont à 10 km au nord-est de la réserve naturelle. À l’ouest en rive droite du Doubs s’étend la vaste plaine céréalière du Finage qui s’étend jusqu’au département de Saône-et-Loire mais également jusqu’à la confluence Saône-Doubs. Au sud, en rive gauche débute la Bresse Jurassienne, terre d’élevage et de bocage mais également d’étangs dont une partie est concernée par le site Natura 2000 Basse Vallée du Doubs n°FR4301323. À la suite d'importants travaux de réaménagement hydraulique, de recalibrage et d’endiguement de la confluence du Doubs et de la Loue entre 1962 et 1965, la réserve naturelle forme une île temporaire d’une centaine d’hectares comprise entre l’ancien cours du Doubs (Vieux Doubs) à l’ouest et le nouveau tracé du Doubs (Nouveau Doubs) creusé plus à l’est. L'altitude de la réserve est de 193 - 195 mètres.
L'intérêt de la réserve naturelle réside essentiellement dans la diversité de ses milieux qui forment une mosaïque de biotopes différents et variés : grèves, berges sablonneuses en pentes douces ou limoneuses abruptes, pâtures et prairies, vasières et roselières, et d’une végétation caractéristique, la ripisylve, formée de différentes espèces de saules et, dans une moindre mesure, de frênes et de peupliers.

### Flore
La richesse de ces terres alluvionnaires induit une végétation exubérante, le milieu devient rapidement impénétrable par endroits. Plus de 330 espèces de plantes, dont le Jonc fleuri et la Naïade marine protégés au niveau régional, la Morène des grenouilles, la Sagittaire à feuilles en flèche et la Leersie faux-riz sont actuellement dénombrées sur la réserve naturelle.

### Faune
L'aspect sauvage et humide des lieux, un climat relativement tempéré et une situation privilégiée sur le couloir de migration Méditerranée Rhône, Saône, Doubs, permettent à plus de 120 espèces d'oiseaux de fréquenter la réserve naturelle. Ce milieu de quiétude, non chassé constitue une halte migratoire de grand intérêt, seul îlot de verdure au milieu de la plaine céréalière du finage. Un hôte prestigieux, le Balbuzard pêcheur fréquente régulièrement la réserve ainsi que le Butor étoilé, la Huppe fasciée, la Grande aigrette, la Sarcelle d'hiver et d'été, le Canard siffleur, le Canard chipeau… Chaque biotope accueille son cortège spécifique d'oiseaux. Sur les grèves niche le Petit gravelot. Les berges abruptes peuvent accueillir le Martin pêcheur, le Guêpier d'Europe ou l'Hirondelle de rivage ; Aigrette garzette, Grande aigrette, Héron cendré et bihoreau affectionnent les mortes et plans d'eau. Les peupleraies sont le lieu de nidification des pics. Dans les buissons nichent la Pie-grièche écorcheur et de nombreuses fauvettes. Les mortes et bras morts de la réserve, ainsi que leurs roselières permettent la nidification du Canard colvert, du Cygne tuberculé, du Grèbe castagneux, de la Poule d'eau mais aussi de nombreuses fauvettes aquatiques dont la Locustelle tachetée. Outre les oiseaux, on rencontre une trentaine d'espèce de mammifères dont le Chat forestier et la Musaraigne aquatique d'intérêt national, le Chevreuil, le Sanglier, le Renard, la Martre…

## Intérêt touristique et pédagogique
L'île du Girard est accessible par le nord à partir de Gevry. Un sentier d'interprétation permet de traverser l'île jusqu'à son extrémité sud et donne accès à un observatoire.

## Administration, plan de gestion, règlement
L’organisme gestionnaire de la Réserve Naturelle est Dole Environnement (DE), association loi de 1901. Les statuts de l’association ont été déposés le 30 mars 1984 sous le n°01134 à la Préfecture du Jura à Lons-le-Saunier. Par la suite, elle a reçu l’agrément préfectoral no 1059 pour la protection de la nature. Ses domaines de compétences et d’intervention sont très vastes, tout comme l’est le champ de l’environnement : sol, eau, air, faune, flore, habitats naturels, bruit, pollutions domestiques, industrielles et agricoles, radioactivité, actions en justice, enquêtes publiques. Après avoir été cogestionnaire de la RN avec la FDEJ entre 1995 et 1998, Dole Environnement est gestionnaire unique depuis le 25 mai 1998, date de la signature de la convention de gestion avec le MATE (MEDAD, DREAL-FC) et la Préfecture du Jura.
Le 3e plan de gestion (2009-2014) est en cours.

### Outils et statut juridique
La réserve naturelle de l’Ile du Girard est la 61e réserve naturelle nationale créée en France au titre de la loi no 76-629 sur la protection de la nature du 10 juillet 1976. C’est une zone protégée par le décret ministériel n° 82 615 du 9 juillet 1982.
Le territoire de la réserve naturelle fait partie intégrante de la ZNIEFF de type 2 n° 0040 nommée « Basse Vallée du Doubs en aval de Dole » qui regroupe en tout 2 740 hectares dans l’interdigue jusqu’au département de Saône-et-Loire.